# Hela vägen Jesus leder mig
Hela vägen Jesus leder mig är en psalm med text och musik skriven 1894 av Charles H. Gabriel.

## Publikation
- Segertoner 1988 som nr 564 under rubriken "Att leva av tro - Glädje - tacksamhet".[1]

### Fotnoter
1. 1 2  Heinerborg, Karl-Erik; Lennart Jernestrand (1988). Segertoner melodisångbok. Stockholm: Förlaget Filadelfia. Libris 911558